# Площадь Баттьяни

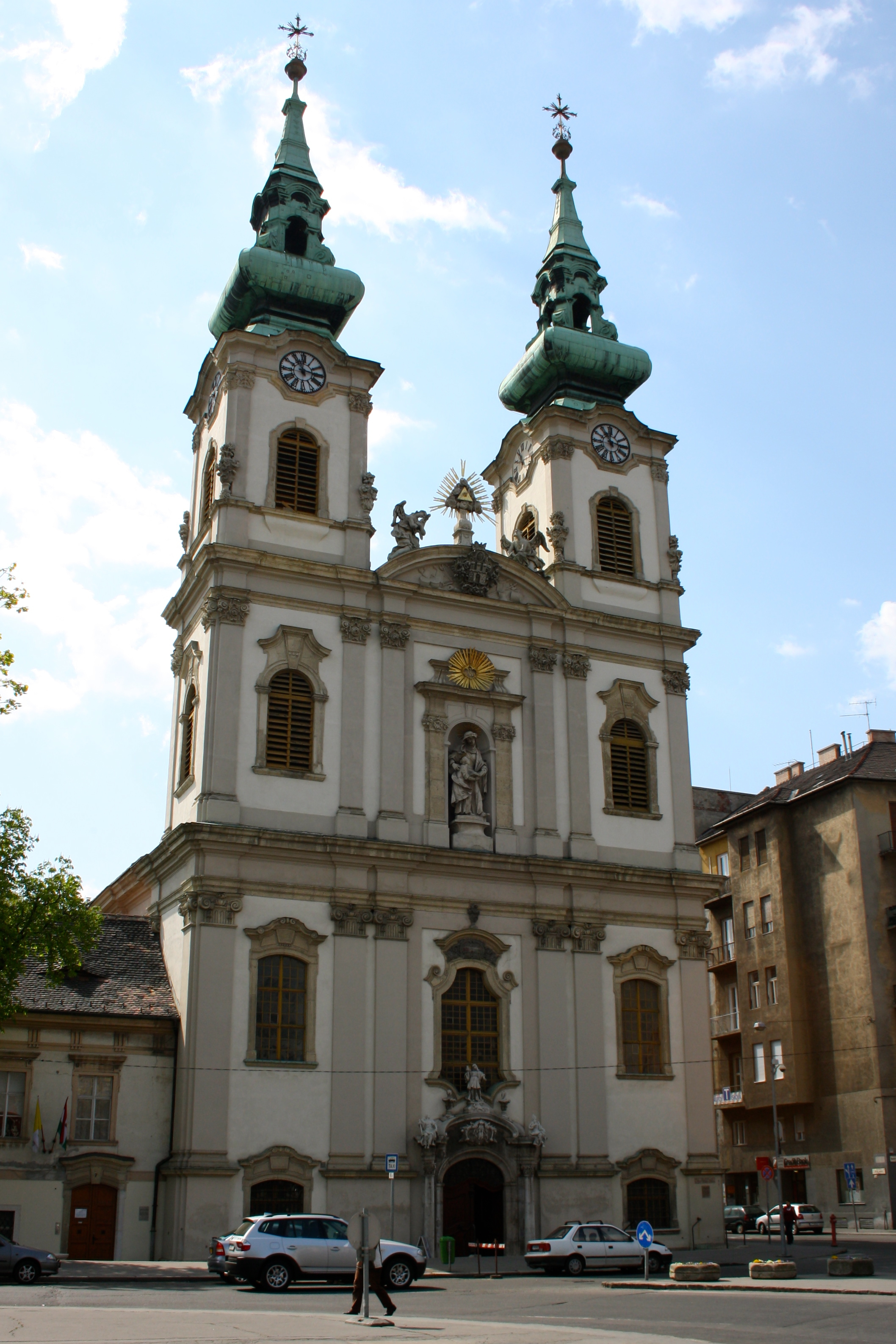
Вид на церковь св. Анны с площади

Площадь Баттьяни (или Баттяни; венг. Batthyány tér) — площадь в Будапеште, на правом берегу Дуная. Расположена между дунайской набережной и улицей Фё, одной из главных улиц Буды, идущей с севера на юг параллельно Дунаю. На другом берегу реки напротив площади Баттьяни расположено здание венгерского парламента, на которое с площади открывается живописный вид.
Площадь названа в честь графа Лайоша Баттьяни, участника венгерского восстания 1848 года.
Под площадью расположен пересадочный узел со станции метро Баттьяни тер (линия M2) на конечную остановку северной линии BHÉV (местных железнодорожных линий) Баттьяни тер — Сентендре.
В архитектурном комплексе площади доминирует барочная церковь Святой Анны (середина XVIII века).